# Adolf Szyszko-Bohusz

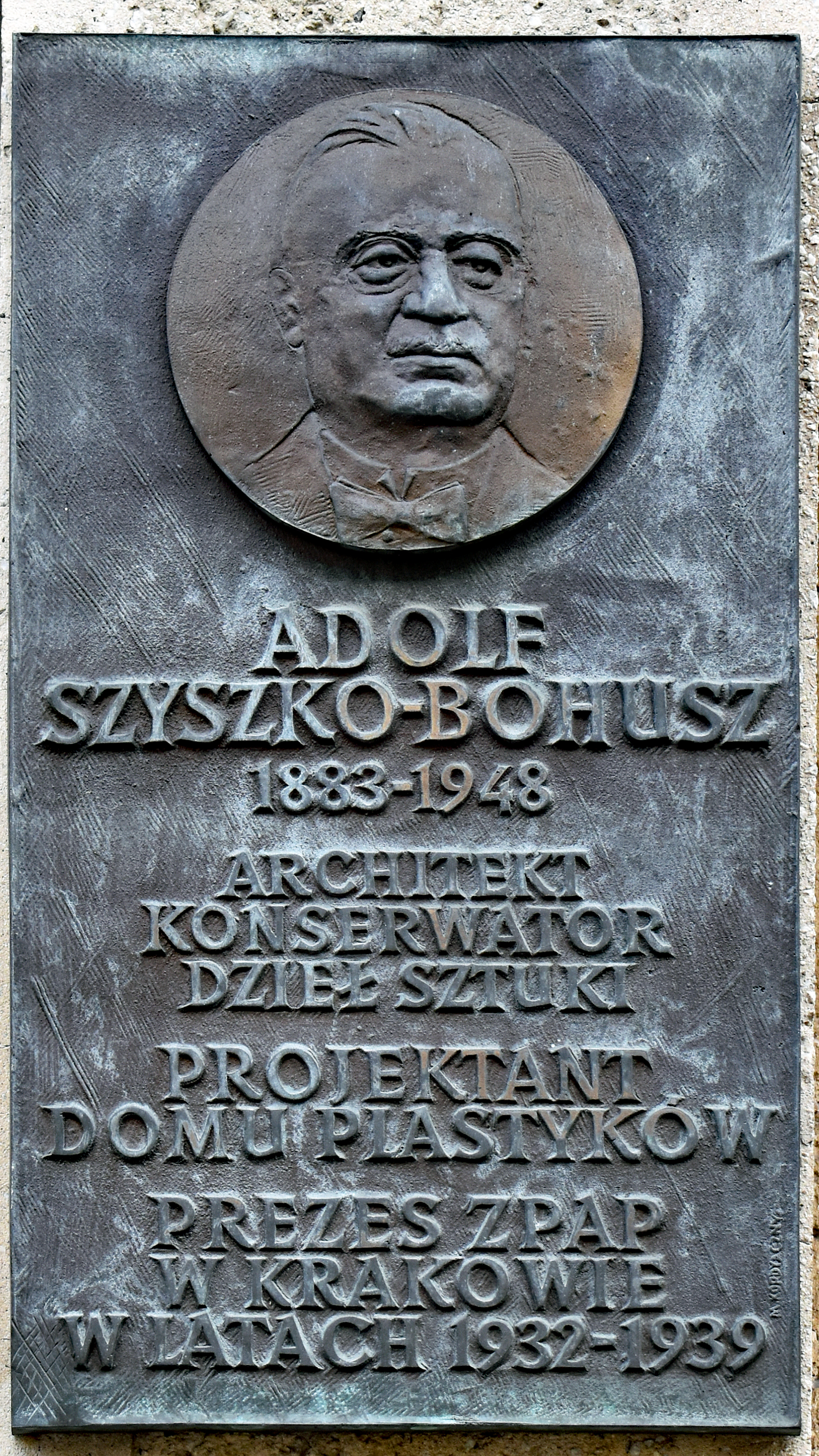
Dom Plastyków
Tablica upamiętniająca Adolfa Szyszkę-Bohusza.

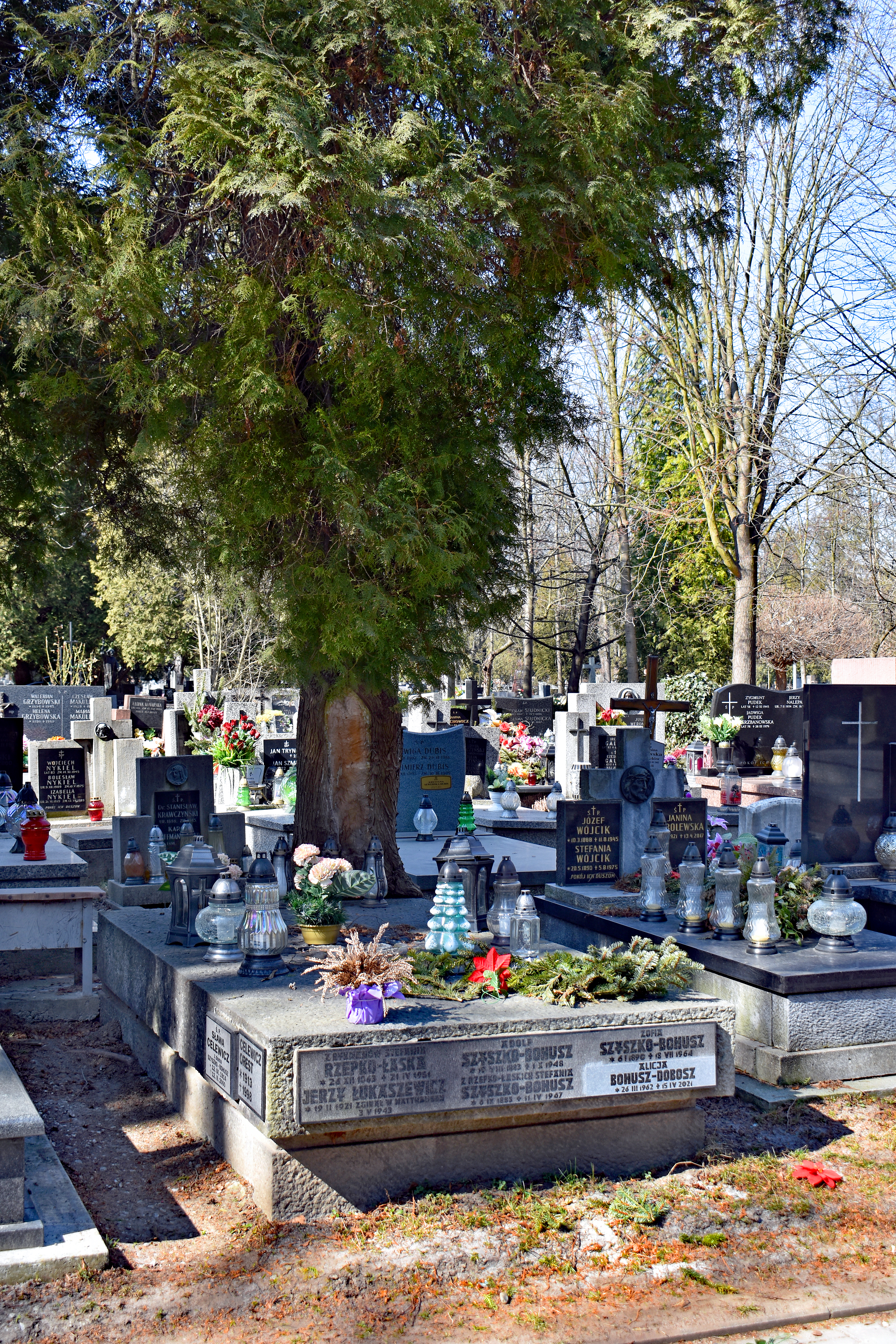
Grób Adolfa Szyszko-Bohusza na cmentarzu Rakowickim

Adolf Ludwik Szyszko-Bohusz (ur. 7 sierpnia?/19 sierpnia 1883 w Narwie, zm. 1 października 1948 w Krakowie) – polski architekt, przedstawiciel historyzmu i modernizmu, konserwator zabytków.

## Życiorys
Urodził się w rodzinie Polikarpa i Marceliny z Rząśnickich. W latach 1902–1909 studiował w Cesarskiej Akademii Sztuk Pięknych w Petersburgu. Uzupełniał później swoją wiedzę w Austrii, Czechach i Niemczech. W latach 1910–1912 był wykładowcą na UJ i w krakowskiej ASP. W 1912 wyjechał do Lwowa, gdzie pracował jako profesor Politechniki Lwowskiej (do 1916).
Po powrocie do Krakowa otrzymał w 1916 roku stanowisko kierownika prac renowacyjnych na Zamku Królewskim na Wawelu. Na stanowisku tym pozostał do wybuchu II wojny światowej. Jako konserwator Wawelu dokonał odkrycia romańskiej Sali o 24 słupach i rekonstrukcji Rotundy Najświętszej Marii Panny (św. Feliksa i Adaukta), a ponadto badał katedrę wawelską (Kryptę św. Leonarda) oraz wczesnogotyckie systemy obronne Wzgórza Wawelskiego. Jego dziełami są: odnowienie większości wnętrz zamkowych, Brama Herbowa na Wawelu (1921), powiększenie krypty Wieszczów i sarkofag Juliusza Słowackiego (1927–1928) oraz urządzenie krypty Marszałka Józefa Piłsudskiego wraz z nowym zejściem do podziemi katedry z baldachimem (1936–1938). Wyniki swoich badań ogłosił w artykułach: Rotunda świętych Feliksa i Adaukta (Najśw. Panny Marii) na Wawelu (1918), Z historii romańskiego Wawelu. Pierwsza katedra romańska (1923), Wawel średniowieczny (1932). Autor biogramu architekta teatralnego Józefa Czekierskiego w «Polskim Słowniku Biograficznym».
W 1920 został powołany na stanowisko kierownika Katedry Architektury Zabytkowej na ASP w Krakowie, będąc jednocześnie w latach 1922–1927 rektorem tej uczelni. W latach 1932–1939 był także profesorem Politechniki Warszawskiej i kierował Katedrą Projektowania Monumentalnego Wydziału Architektury.
Jako architekt był specjalistą od obiektów użyteczności publicznej. Zaprojektował monumentalny gmach PKO (ul. Wielopole 19–21, 1922–1925) i położony nieopodal Dom Pracowników Pocztowej Kasy Oszczędności (ul. Zyblikiewicza 5, na rogu z Librowszczyzną, 1923–1927), Mauzoleum generała Józefa Bema w Tarnowie (1927), willę własną w Przegorzałach, zwaną Rotundą (która nawiązywała kształtem do odkrytej przez niego rotundy na Wawelu, 1928–29), Dom Towarzystwa Ubezpieczeń „Feniks” (Rynek Główny 41, 1928–1932), dom im. Józefa Piłsudskiego (ul. Oleandry, 1935) oraz gimnazjum męskie i Wyższe Seminarium Duchowne Zakonu Paulinów (ul. Skałeczna, 1935). Projektował pensjonaty (kilka w Krynicy, np. Sanatorium Wojskowe), hotele w miejscowościach uzdrowiskowych, Dom Zdrojowy w Żegiestowie oraz Zamek Prezydenta RP w Wiśle (1929–1930), dla ówczesnej głowy państwa polskiego, Ignacego Mościckiego.
Projektował też obiekty sakralne, w tym kościół parafialny pw. św. Piotra i Pawła,  wzniesiony w latach 1924–1927 r. w Trembowli.
W okresie II Rzeczypospolitej Józef Gałęzowski i Adolf Szyszko-Bohusz stworzyli ideę Alej Trzech Wieszczów w Krakowie i pomysł dzielnicy wokół krakowskich Błoń.
Po wybuchu II wojny światowej, 2 września 1939 Szyszko-Bohusz wziął udział w naradzie dotyczącej sposobu ratowania wawelskich zbiorów. Wobec braku połączenia telefonicznego z Warszawą, gdzie znajdował się przygotowany kilka miesięcy wcześniej plan ewakuacji dla Wawelu, sprzeciwił się on stanowczo wywiezieniu skarbów z Krakowa, argumentując że ewakuacja narazi je na pełną niebezpieczeństw wędrówkę bombardowanymi i zatłoczonymi drogami lub liniami kolejowymi. Ostatecznie zmienił jednak zdanie pod wpływem argumentacji przedstawionej przez kustosza muzeum dr. Stanisława Świerz-Zaleskiego i kierownika administracji zamku dr. Stanisława Taszakowskiego.
W czasie wojny pracował za zgodą władz podziemnych jako rysownik w prywatnym biurze niemieckim na Wawelu i działał w tajnym Komitecie Wawelskim. W 1945 powrócił na przedwojenne stanowisko na Wawelu, piastując je do 1946. W 1945 uczestniczył również w organizowaniu Wydziału Architektury na AGH zostając jego pierwszym dziekanem.
Publikował w „Architekcie” i „Głosie Plastyków”.
Był żonaty ze Stefanią z Rzepko-Łaskich, miał córkę Sławę (1914–2000).
Zmarł w Krakowie, został pochowany na cmentarzu Rakowickim (kwatera LXVIII-wsch-9).
Ulica jego imienia znajduje się w krakowskich Przegorzałach, na terenie których posiadał zaprojektowaną przez siebie willę.
W 2011 r. mieszkańcy Bucza w Małopolsce nazwali jedną z ulic jego imieniem. Ulica odchodzi od kościoła, którego projekt ufundował, ponoć w podzięce za uratowanie podczas II wojny światowej.  

## Ordery i odznaczenia
- Krzyż Komandorski z Gwiazdą Orderu Odrodzenia Polski (10 listopada 1938)[16]
- Krzyż Komandorski Orderu Odrodzenia Polski (3 maja 1928)[17][18]
- Krzyż Niepodległości (20 grudnia 1932)[19]
- Krzyż Oficerski Orderu Odrodzenia Polski (29 grudnia 1921)[20][21]
- Złoty Krzyż Zasługi (5 maja 1931)[22]

## Projekty

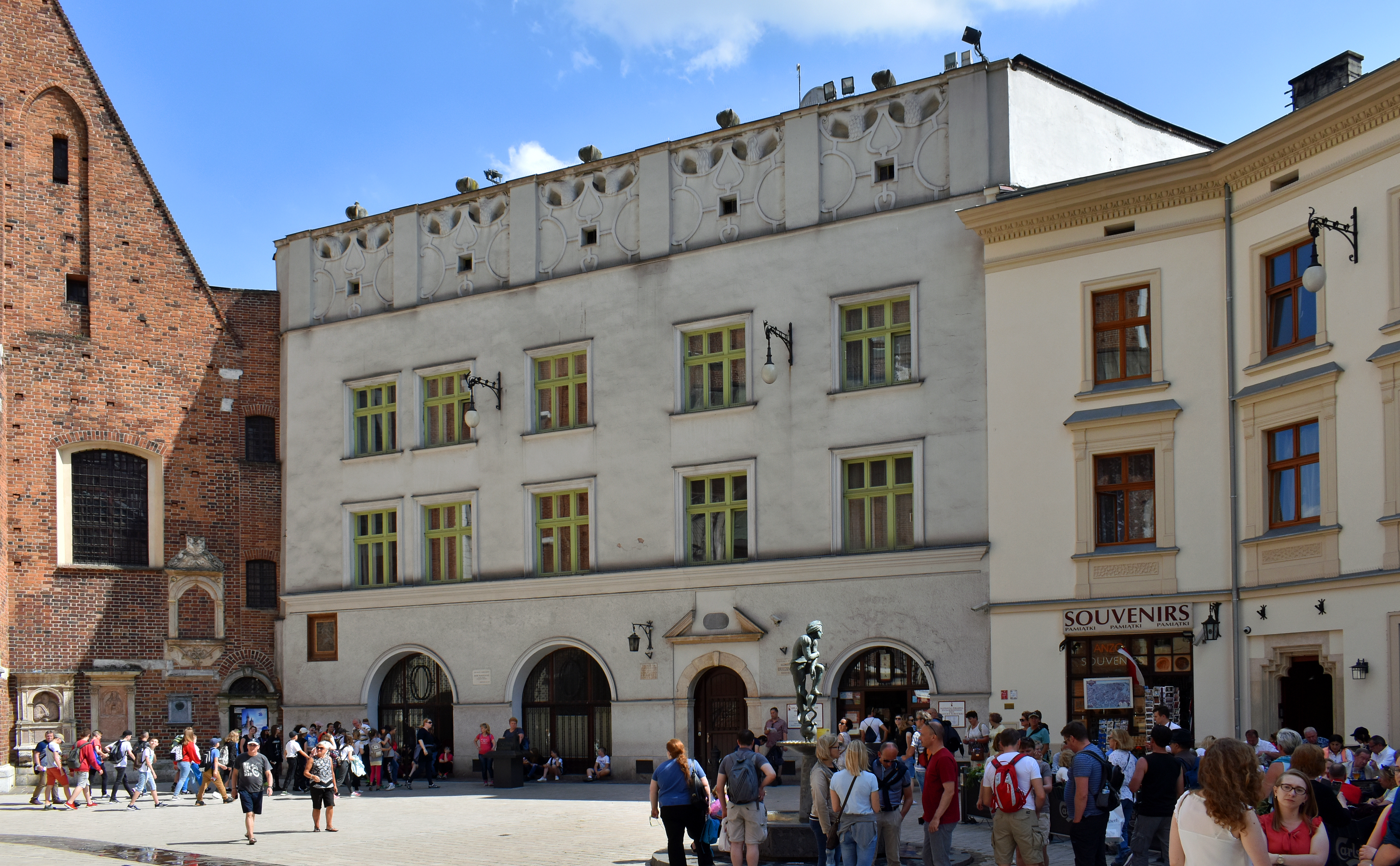
Dom Księży Mansjonarzy (1912) Kraków,  pl. Mariacki 7
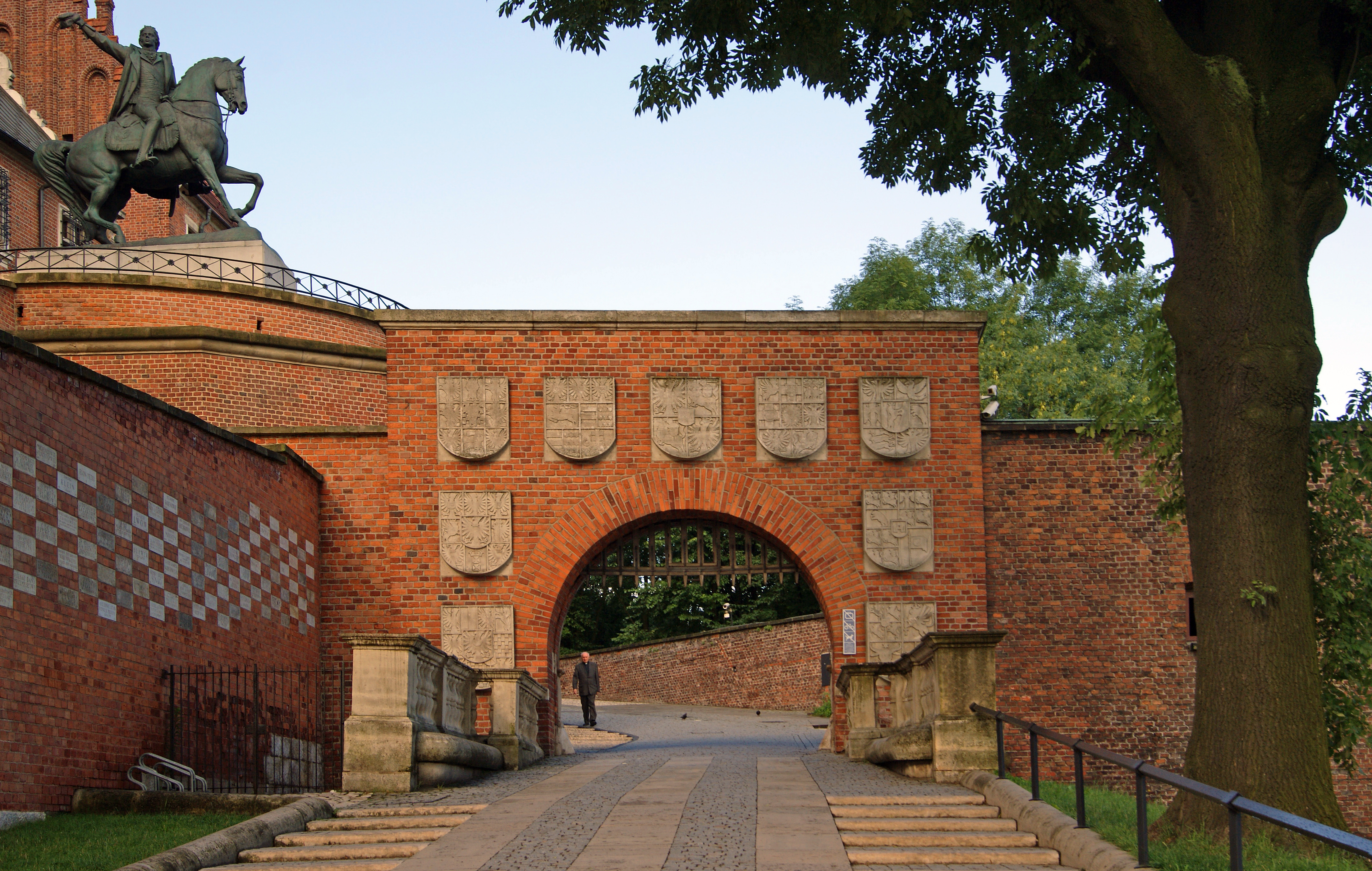
Brama Herbowa na Wawelu (1921)
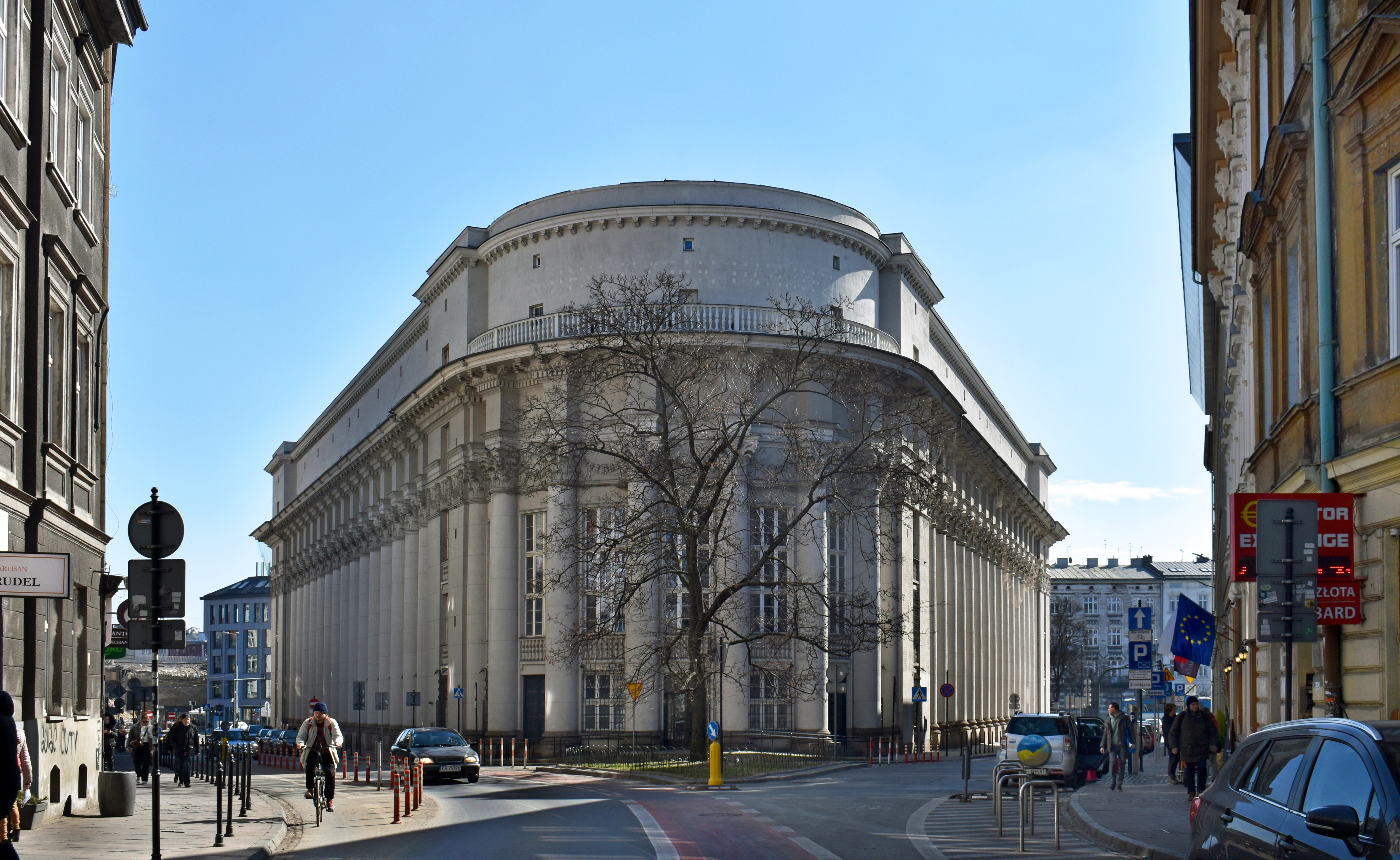
Dawny budynek PKO (1924), Kraków,   ul. Wielopole 19–21
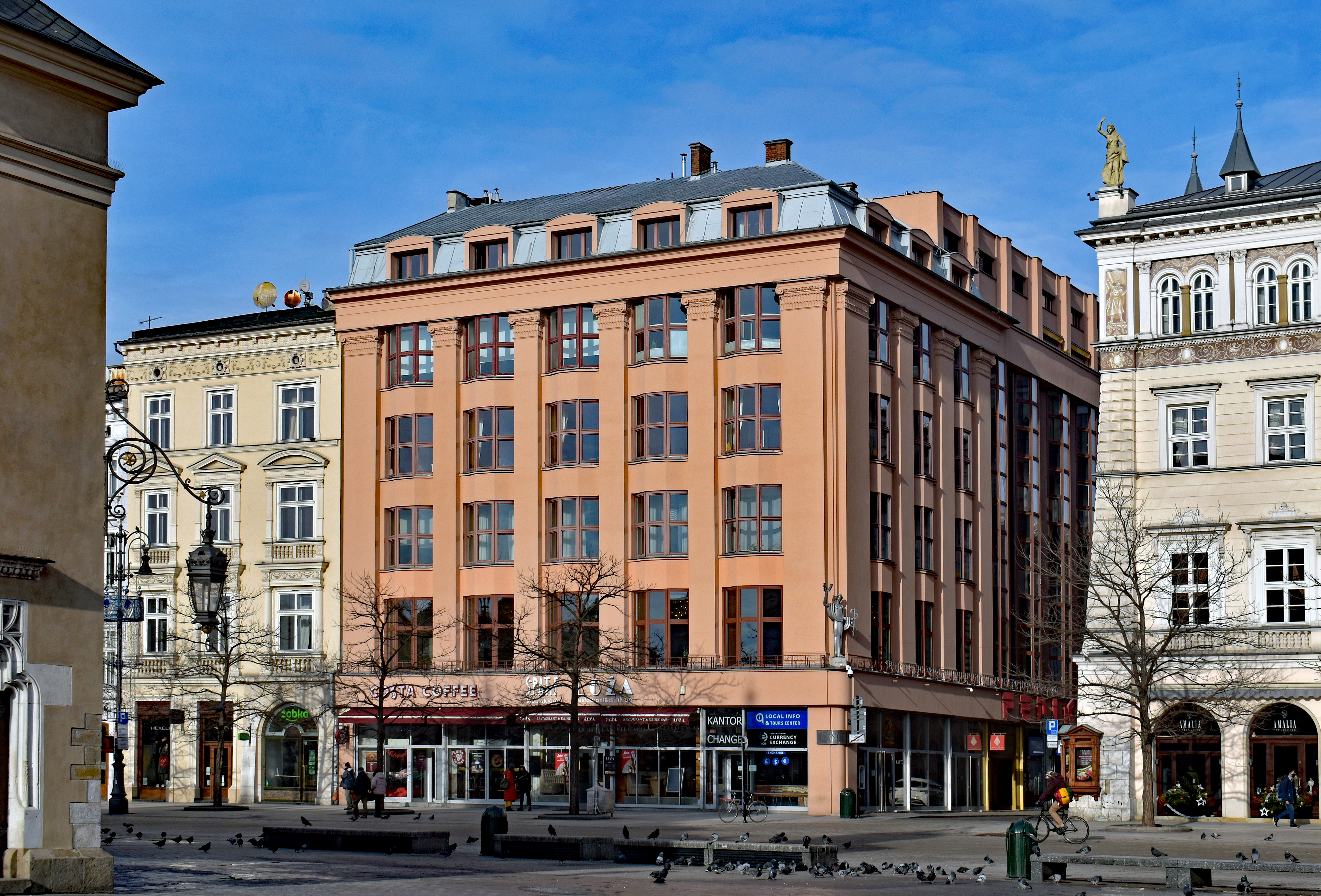
Budynek Feniksa (1928), Kraków, Rynek Główny 41
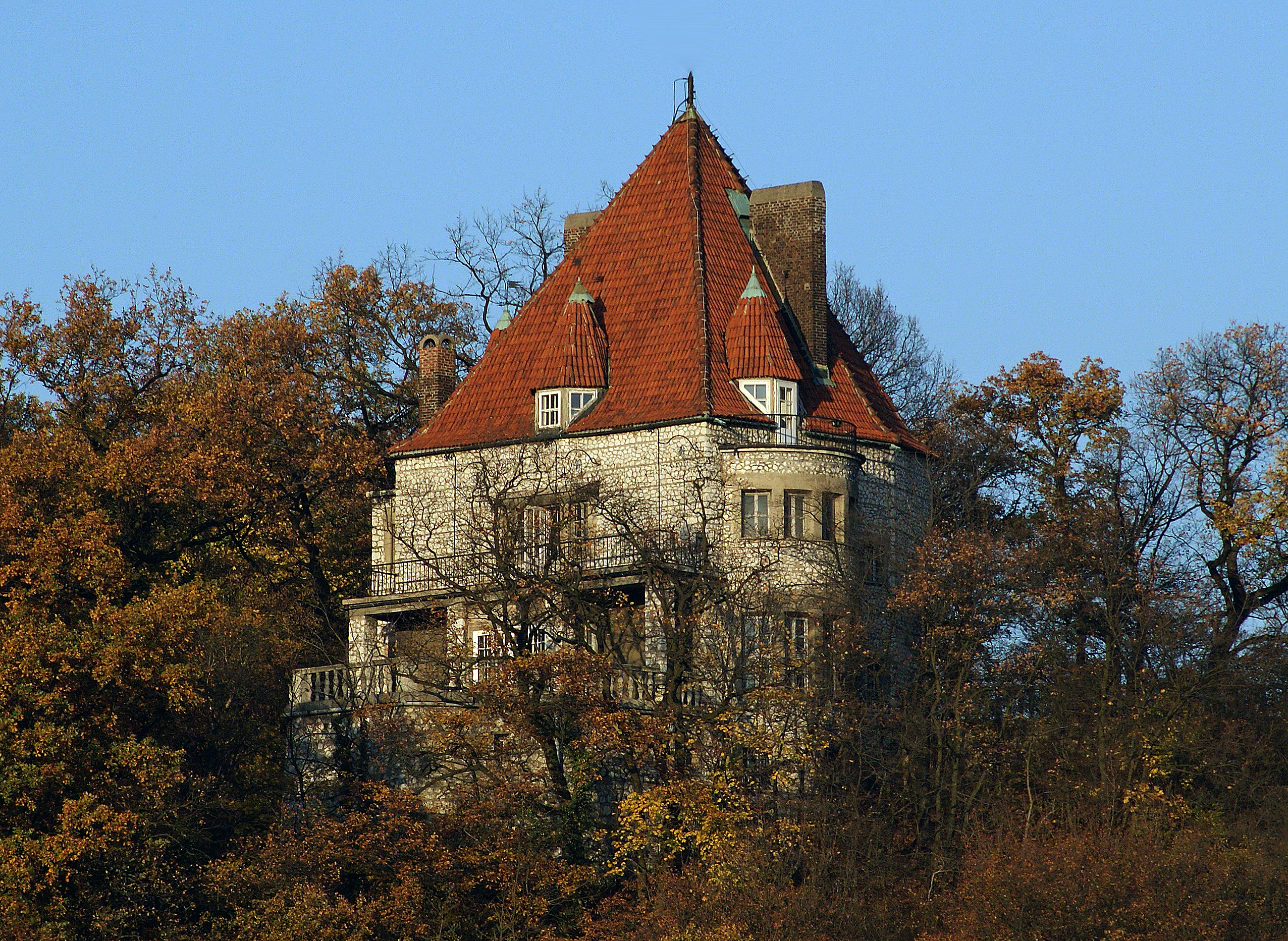
Willa Baszta w Przegorzałach (1928), Kraków, ul. Jodłowa 13a
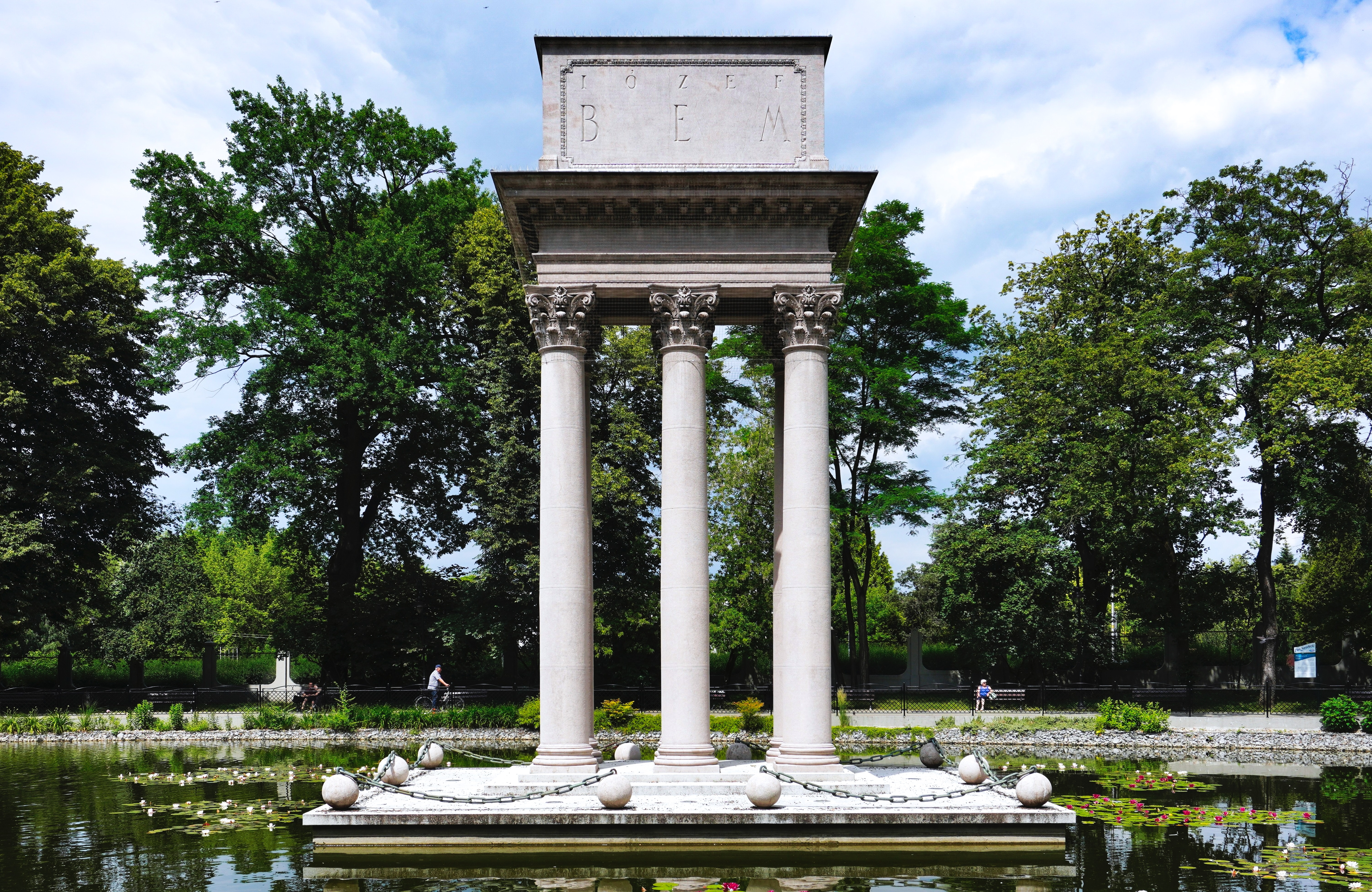
Mauzoleum generała Józefa Bema w Tarnowie (1928)
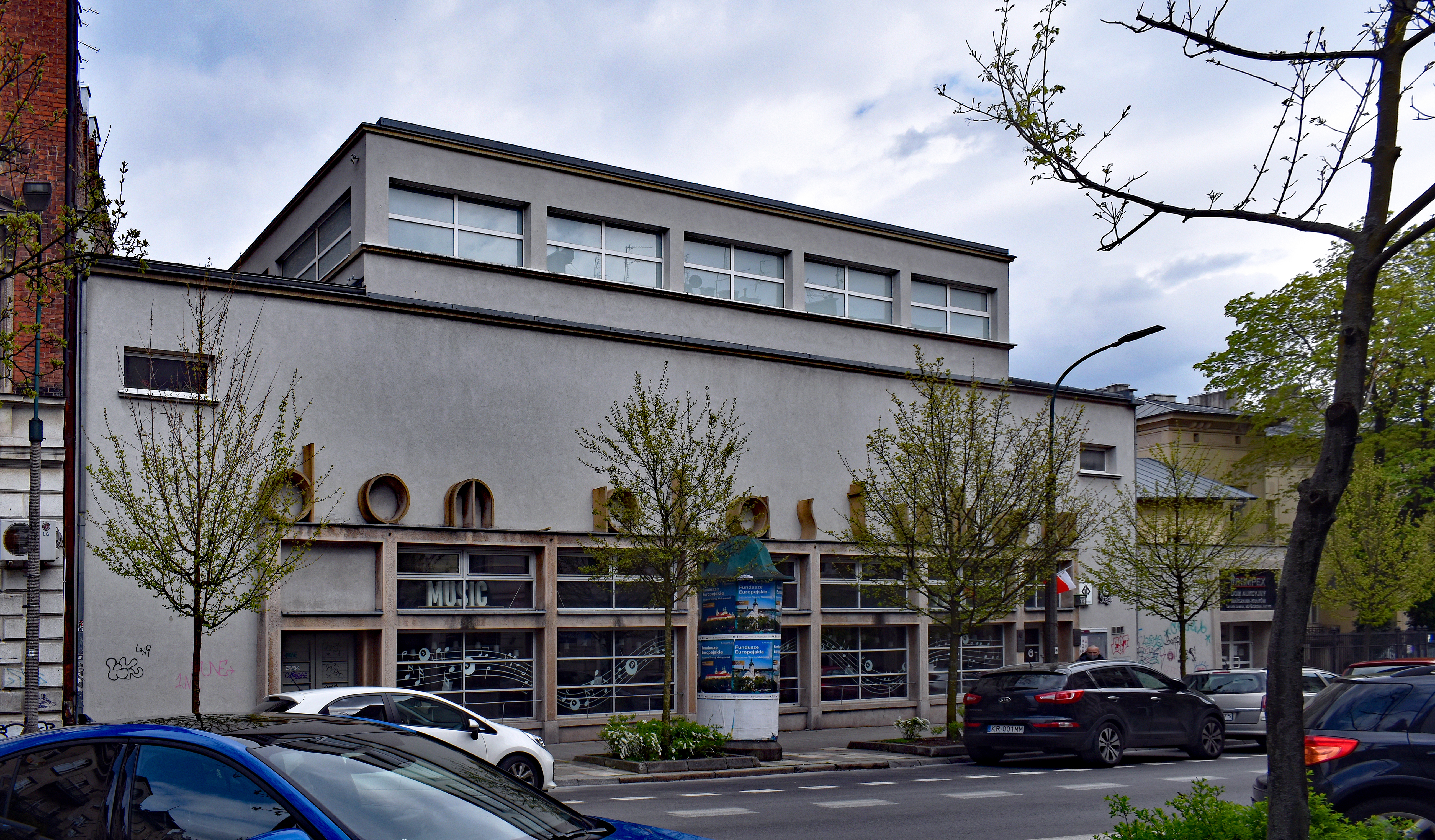
Dom Plastyków (1928), Kraków, ul. Łobzowska 3
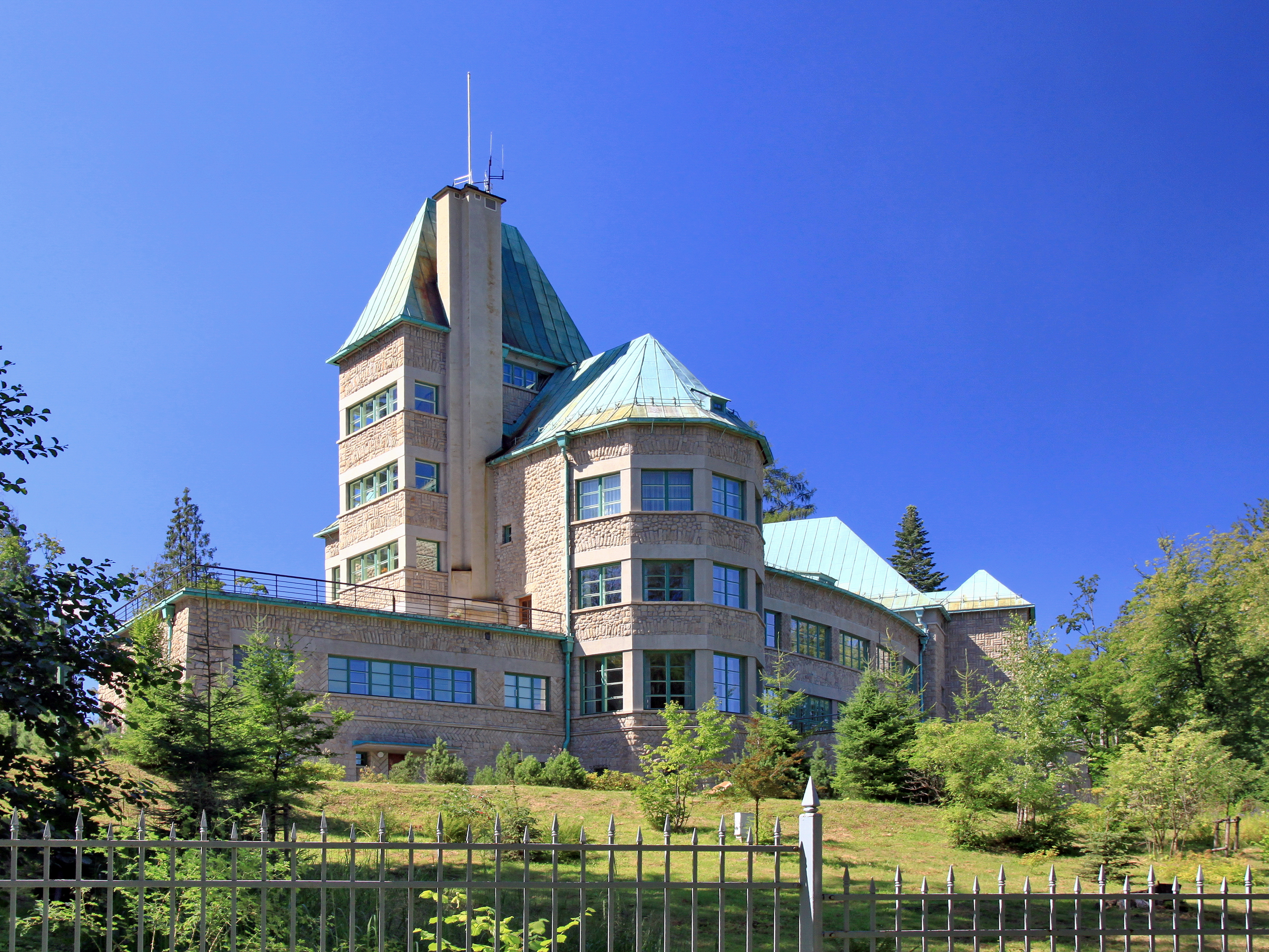
Zamek Prezydenta Rzeczypospolitej Polskiej w Wiśle (1929)
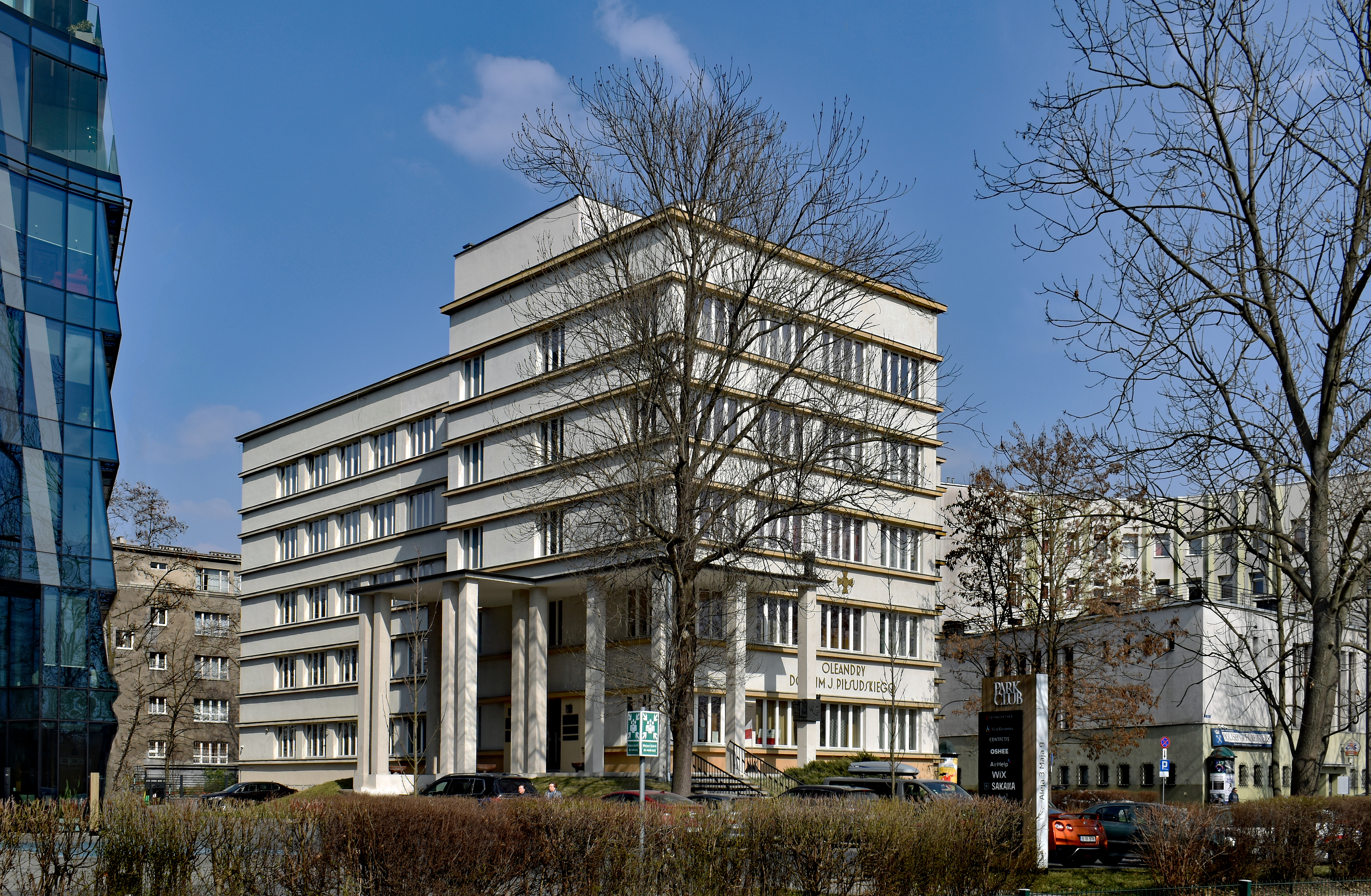
Oleandry Dom im. J. Piłsudskiego (1931) Kraków, al. 3 Maja 7
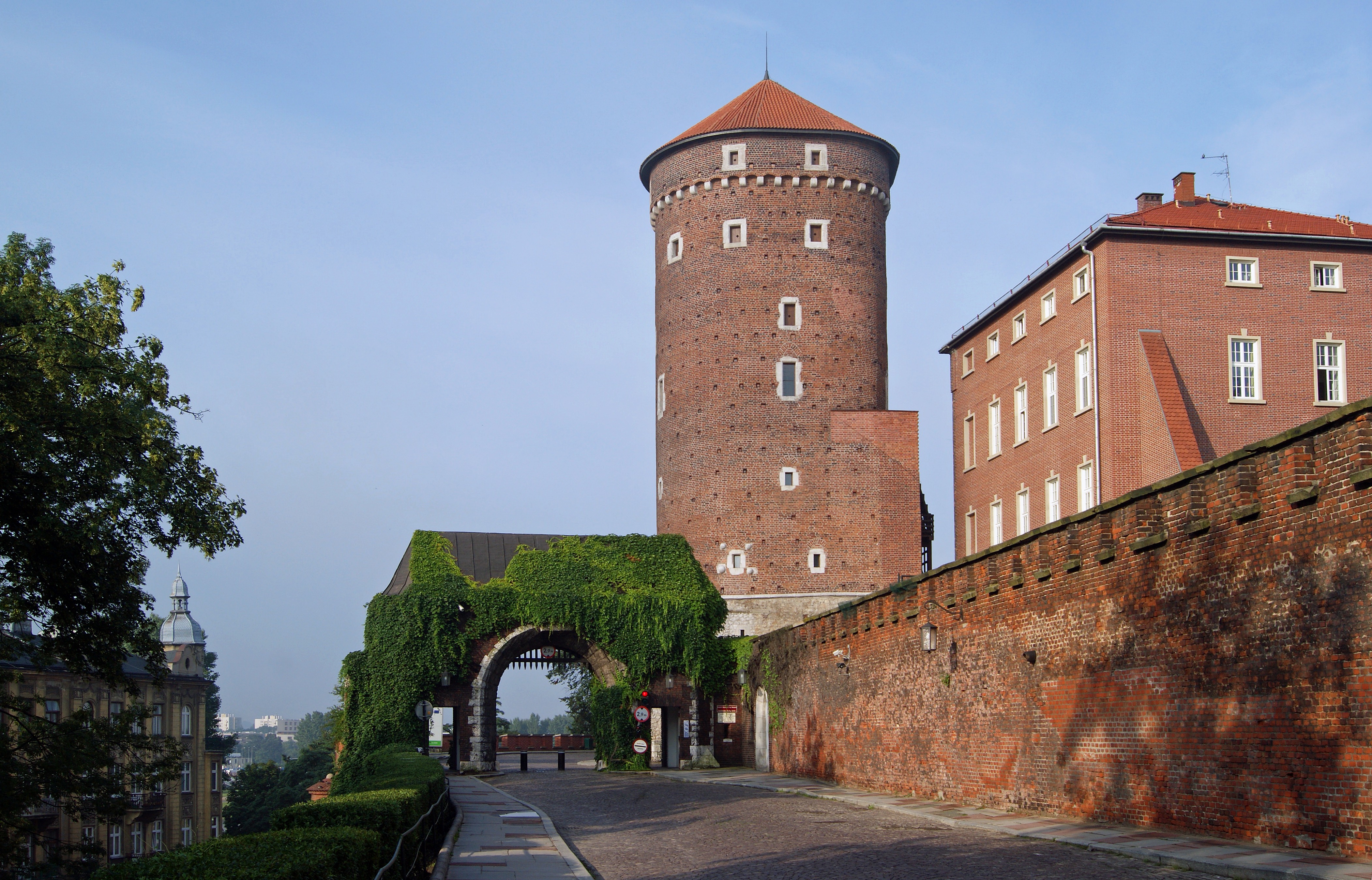
Brama Bernardyńska na Wawelu (1942)